# Майк Грієр
Майкл Джеймс Грієр (англ. Michael James Grier; 5 січня 1975, м. Детройт, США) — американський хокеїст, правий нападник.
Виступав за Бостонський університет (NCAA), «Едмонтон Ойлерс», «Вашингтон Кепіталс», «Сан-Хосе Шаркс», «Баффало Сейбрс».
В чемпіонатах НХЛ — 1060 матчів (162+221), у турнірах Кубка Стенлі — 101 матч (14+14).
У складі національної збірної США учасник чемпіонату світу 2004 (9 матчів, 1+2). У складі молодіжної збірної США учасник чемпіонату світу 1995.
Досягнення
- Бронзовий призер чемпіонату світу (2004).